# Gayler White
John Gayler White, född 6 mars 1902 i Göteborgs Haga församling, död 22 oktober 1996 i Högsbo församling, Göteborg, var en svensk psykiater. Han var bror till Sidney White.
White, som var son till köpman John White och Dora Carlberg, blev medicine licentiat 1933, genomgick utbildning i psykiatri vid psykiatriska kliniken på Lunds lasarett, blev överläkare på Sankt Lars sjukhus i Lund 1946 och vid Lillhagens sjukhus i Göteborg 1949–1968 och styresman där 1954–1957.
White var psykiatrisk  konsultläkare vid Statens Järnvägar 1957–1979 och vid Renströmska sjukhuset i Kålltorp 1972–1974. Han var ledamot av sinnessjukvårdberedningen 1947–1950 och utskrivningsnämnden i Göteborgs och Bohus län 1968–1973. Han författade uppsatser i klinisk psykiatri och neurologi.